# Veronika Matiasek

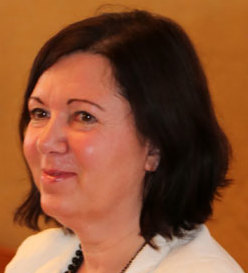
Veronika Matiasek, 2013

Veronika Matiasek (* 14. Februar 1958 in Wien) ist eine österreichische Politikerin (FPÖ) und ehemalige Abgeordnete zum Wiener Landtag und Gemeinderat. Von 2015 bis 2020 war sie Zweite Landtagspräsidentin.

## Schulische und berufliche Laufbahn
Veronika Matiasek besuchte zwischen 1964 und 1968 die Volksschule der Barmherzigen Schwestern in Währing und danach bis 1976 das Bundesgymnasium für Mädchen in Hernals. Nach dem Gymnasialabschluss mit Matura studierte Matiasek Volkswirtschaft an der Universität Wien, schloss das Studium jedoch nicht ab. Daneben hatte sie diverse Stellen in der Privatwirtschaft. Nach dem Abbruch ihres Studiums 1981 arbeitete sie bis 1986 als Angestellte des Egmont Ehapa Verlags in Wien.

## Politische Laufbahn
Veronika Matiasek war zwischen 1987 und 1991 Bezirksrätin in Hernals und zwischen Dezember 1991 und November 2005 Bezirksvorsteher-Stellvertreterin in diesem Bezirk. Nach dem Verlust der Bezirksvorsteher-Stellvertreter Position nach den Wahlen 2005 zog Matiasek am 18. November 2005 als Abgeordnete in den Wiener Landtag und Gemeinderat ein. Sie ist Mitglied der Ausschüsse für Integration, Frauenfragen, Konsumentenschutz und Personal sowie Umwelt.
Innerparteilich übte Matiasek ab 1997 die Funktion der FPÖ Bezirksparteiobfrau in Hernals aus, sie ist seit dem Jahr 2000 Mitglied der FPÖ-Bundesparteileitung, war zwischen 2002 und 2004 Mitglied des FPÖ-Landesparteivorstandes und ist seit 2002 Stellvertreterin des Landesparteiobmannes der FPÖ Wien. Seit 2005 ist sie Obfrau der Initiative Freiheitlicher Frauen Wien. Zudem war sie Vorstandsmitglied im Ring Freiheitlicher Jugend Österreich.
Nach den Rücktritten von Heinz-Christian Strache (bis dahin Landesparteiobmann der FPÖ Wien) und Johann Gudenus (bis dahin geschäftsführender Obmann der FPÖ Wien) im Zuge der Ibiza-Affäre im Mai 2019 übernahm sie interimistisch die Leitung der FPÖ Wien. Als Straches Nachfolger als Landesparteiobmann der Wiener FPÖ wurde Dominik Nepp nominiert.
Von 2010 bis 2015 war Veronika Matiasek nicht amtsführende Stadträtin von Landesregierung und Stadtsenat Häupl V in Wien. Im Jänner 2020 folgte ihr Ulrike Nittmann als FPÖ-Bezirksparteiobfrau in Wien-Hernals nach, Matiasek wurde zur Ehrenobfrau der Bezirksgruppe ernannt.
Nach der Landtags- und Gemeinderatswahl in Wien 2020 folgte ihr Christian Meidlinger (SPÖ) als Zweiter Landtagspräsident nach.
Im Mai 2023 wurde bekannt, dass sie aus dem Wiener Gemeinderat bzw. Landtag ausscheidet. Das frei werdende Mandat übernahm im Juni 2023 Ulrike Nittmann.

## Privates
Veronika Matiasek ist ledig und hat einen Sohn.